# Обала
Обала је узан појас копна на контакту са воденом површином, било да је у питању море, језеро или река. Услед појава промене нивоа водених површина, плиме и осеке, положај обале је променљив па се често користи и назив зона обале.
Геолошки састав стена и тла диктира врсту обале која се ствара. Земља има око 620.000 km (390.000 mi) обале. Обале су важне зоне у природним екосистемима, често су дом широког спектра биодиверзитета. На копну имају важне екосистеме као што су слатководне или естуаријске мочваре, које су важне за популације птица и других копнених животиња. У областима заштићеним од таласа, могу се наћи слане мочваре, мангрови или морске траве, сви од којих могу да обезбеде станиште за мрештење риба, шкољки и других водених врста. Стеновите обале се обично налазе дуж изложених обала и обезбеђују станиште за широк спектар сесилних животиња (нпр. дагње, морске звезде, усоноге) и разне врсте морских алги. У физичкој океанографији, обала је шира ивица која је геолошки модификована деловањем воденог тела у прошлости и садашњости, док је плажа на ивици обале, представљајући међуплимну зону ако постоји. Према атласу Уједињених нација, 44% свих људи живи у кругу од 150 км (93 миље) од мора.
Међутим, економски значај обала чини многе од ових заједница рањивим на климатске промене, што узрокује повећање екстремних временских прилика и пораста нивоа мора, и сродна питања као што су обалска ерозија, продор слане воде и обалске поплаве. Други обалски проблеми, као што су загађење мора, морски отпад, развој обале и уништавање морског екосистема, додатно компликују употребу обале од стране људи и угрожавају обалске екосистеме. Интерактивни ефекти климатских промена, уништавања станишта, прекомерног риболова и загађења воде (нарочито еутрофикације) довели су до пропадања обалног екосистема широм света. Ово је резултирало колапсом популације рибарских фондова, губитком биодиверзитета, повећаном инвазијом страних врста и губитком здравих станишта. Међународна пажња на ова питања је сумирана у Циљу одрживог развоја 14 „Живот испод воде“ који поставља циљеве међународне политике фокусиране на очување морских обалних екосистема и подршку одрживијим економским праксама за приобалне заједнице. Слично томе, Уједињене нације су прогласиле 2021-2030. Декадом УН о обнови екосистема, али обнављању приобалних екосистема није посвећена довољна пажња.
Пошто се обале стално мењају, тачан обим обале се не може одредити; овај изазов мерења назива се парадокс обале. Термин обалска зона се користи за означавање региона где се дешавају интеракције морских и копнених процеса. Термини обала и приобаље се често користе за описивање географске локације или региона који се налази на обали (нпр. Западна обала Новог Зеланда или Источна, Западна и обала Мексичког залива Сједињених Држава.) Обале са уским континенталним прагом које су близу отвореног океана називају се пелагичким обалама, док су друге заштићеније обале у заливима. Обала се може односити на делове земљишта који граниче са било којом великом површином воде, укључујући океане (морска обала) и језера (обала језера).

## Развој обала
Главни агенси који су одговорни за ерозију и таложење дуж обалских линија су таласи, плима и водене струје. На формирање обала такође значајно утиче њихова литологија. Што је чвршћи материјал од којег је начињена обала то је она отпорнија на ерозију. На тај начин литолошка различитост утиче на разноликост облика обала.
Плиме често диктирају време депоновања седимената или еродовања обале. На подручјима која су изложена вишим плимама таласи допиру више у копно, где врше ерозију и наносе материјал док на подручјима са мањим плимским осцилацијама утицај таласа је на ужем појасу. Плиме саме по себи не обликују обале.

## Врсте обала
Услед промена нивоа мора које су се током историје Земље догађале постоје обале које су потонуле али и обале које се данас налазе издигнуте и дубље у копну.
Обала се према врсти водене површине са којом копно долази у контакт дели на: морску, речну и језерску обалу.

## Генетска класификација обала
Обале су морфолошки разноврсне. То је нарочито уочљиво код обала које су у блиској геолошкој прошлости потопљене услед младих трансгресија тако да је њихов примарни рељеф веома добро очуван. Такве обале називају се „ингресионе обале”. Ингресионе обале представљају примарни тип обала у њиховој генетској класификацији.
Према пореклу примарног рељефа, ингресионе обале деле се на тектонске и ерозивне.
Ингресионе тектонске обале постале су потапањем тектонског рељефа. Зависно од врсте тектонских покрета који су узроковали настанак одређеног рељефа на обалама разликују се ингресионе епирогене, раседне, набране и вулканске обале.
Ингресионе епирогене обале настале су потапањем епирогеног угиба. Пример овакве обале је обала Холандије која поступно тоне услед епирогеног угибања. Против овог проблема Холанђани се боре вековима.
Ингресионе набране обале настале су потапањем тектонског рељефа који је постао тангенцијалним покретима убирања. Овакве обале су јако разуђене. Антиклинале представљају полуострва и острва а синклинале заливе и канале између острва. Типски пример овакве обале је обала Далмације.
Ингресионе раседне обале постале су потапањем рељефа насталог радом радијалних тектонских покрета. Хорстови представљају острва и полуострва, а ровови дубоке заливе стрмих страна. Обала Егејског мора представља типски пример овакве обале. Изразити ровови егејске обале су заливи Орфански, Атоски, Касандријски и Солунски док су изразити хорстови полуострва Атос, Лонгос и Касандра.
Ингресионе вулканске обале могу постати потапањем вулканског рељефа или нарастањем вулканских купа изнад нивоа мора услед субмаринсих ерупција. Овом типу припадају обале настале потапањем калдере старих вулкана (обала Санторинија). Типски пример оваквих обала је обала Хавајских острва.
Ингресионе ерозивне обале постале су потапањем ерозивног рељефа. Овај тип рељефа постао је деловањем различитих геоморфолошких агенаса. У зависности од агенса, ингресионе ерозивне обале деле се на флувијалне (потамогене), глацијалне, крашке, еолске и денудационе.
Ингресионе флувијалне обале постале су потапањем флувијалног рељефа. Оне могу бити ријаске, естуарске, делтасте, лиманске. Ријаске обале добиле су назив по ријасима, заливима који представљају потопљена ушћа река које се уливају у море. Овакве обале запажају се у Истри, Бретањи, северозападној Шпанији итд. Естуарске обале добиле су име по естуарима - заливима који постају за време плиме, када вода плави ушћа и низводне делове речних долина. Естуарска обала настаје када плима потопи део долине реке Жиронде у Француској. Делтасте обале су обале на ушћу Мисисипија, Волге, Нила итд, а лиманске обале запажају се у северном делу Црног и Азовског мора.
Најпознатије ингресионе ледничке обале зову се „фјордовске обале”, а настале су потапањем ледничких долина (валова) некадашњих ледника. Фјордовске обале карактеристичне су за Скандинавију, Исланд, Гренланд итд.
Ингресионе крашке обале јављају се на црногорском приморју, а настале су потапањем крашког рељефа. Ингресионе еолске обале ретко се срећу у рељефу Земљине површине јер су подложне знатним изменама обалске линије и уравњивању (изграђене од песка). Оваквих обала, посталих потапањем еолског рељефа, има на источном приморју Аралског језера и југоисточном делу Каспијског мора.
Ингресионе денудационе обале могу представљати рани стадијум развитка морских обала, када је обала слабо измењена абразионим радом или обале настале потапањем рељефа који је настао деловањем егзогених процеса спирања и денудације.